# Torre de Seva
La Torre de Seva és una masia fortificada que fou construïda per Bertran de Seva al segle xiv. Està situada a Marata dins el terme municipal de les Franqueses del Vallès.

## Masia
És un edifici de fàbrica rectangular, amb una torre quadrada a migdia amb finestres gòtiques i renaixentistes. La finestra principal, renaixentista, està datada el 1561. Tots els seus murs estan rematats amb merlets.
L'edifici és de planta rectangular orientat a migdia. A l'extrem de la façana principal té adossada una torre de planta quadrada, aquesta té una finestra d'estil gòtic, senzilla. A la façana hi ha un portal d'arc rodó, encabit dins d'un més antic i de dimensions majors, amb un escut en el centre. En el primer pis es conserven dues finestres d'arc conopial, gòtiques, i una renaixentista en el centre, té gravada la data del 1561. També hi ha dues finestres d'arquets, tipus coronella, però sense columneta. La part superior es va afegir amb posterioritat, com s'observa pel parament. Hi ha matacans i obertures d'espitllera en els tres pisos.
Al mur de la façana de migdia de la torre vella i hi dues finestres. Tenen forma rectangular, ampit de poc voladís i a sota decoracions amb rosetes i caps humans en una de les finestres. Les bases presenten una decoració geomètrica, d'on surten petites columnetes adossades al marc i, al seu damunt, petits capitells. Els arcs són de mig punt rebaixat, presenten una mena de calats típicament gòtics, amb decoracions de rostres humans a les puntes. Una de les finestres té guardapols rectangular, mentre que l'altra és conopial. Totes dues acaben amb una petxina.

## Capella de Montserrat
Al costat de l'edifici fortificat es troba una esglesieta, dedicada inicialment a sant Abdò i sant Senen, i posteriorment a la Mare de Déu de Montserrat. És una construcció de petites dimensions (10 x 5 m aprox.), de nau única i absis rodó. Hi ha un petit campanar d'espadanya, porta allindanada i a sobre un petit ull de bou. Està coberta per volta de canó amb unes franges que simulen arcs faixons però que no tenen funció constructiva, decorats amb motius florals. El parament interior està pintat imitant carreus. A l'arrencada de la volta hi ha una franja amb lletres sobresortint: "Agraig la restaura en 1918 Anton Marimon recorda sa muller Maria Planas verge de Montserrat pregueu per nosaltres".

## Història
El lloc Marata és esmentat el 940 com a Messerata. Al llarg del segle xi se’l troba citat en diverses ocasions com ara l'any 1002, en la confirmació que fa el papa al monestir de Sant Cugat sobre les propietats que té a Messerata. El 1023 els comtes de Barcelona venen uns feus en el terme de Marata. El 1101 consta que l'església de Messerata pertany a Berenguer Ramon de Montcada. El llinatge Masserata apareix documentat a partir del segle xii.
La casa fortificada fou construïda el segle xiv per Bertran de Seva. Després passà als Clariana de Vic i al segle xvii pertanyia a Elisabet de Magarola qui demanà llicència per a reedificar la capella dedicada a Sant Abdó i Sant Senén, patrons dels hortolans com consta el 1606 i era situada prop de la torre de Magarola, anomenada antigament de Fontanet.
La Torre de Seva ha sofert diverses modificacions a l'època moderna, la darrera en el segle xx. L'antiga capella estava situada prop de la torre. L'actual va ser reedificada el 1606. L'any 1819 l'interior va ser restaurat per Anton Marimon, amb regust modernista. Fou saquejada el 1936. Actualment està abandonada i es fa servir com a magatzem.